# Sparvbomal
Sparvbomal (Niditinea fuscella) är en fjärilsart som beskrevs av Carl von Linné 1758. Sparvbomal ingår i släktet Niditinea och familjen äkta malar. Arten är reproducerande i Sverige. Inga underarter finns listade i Catalogue of Life.

## Bildgalleri

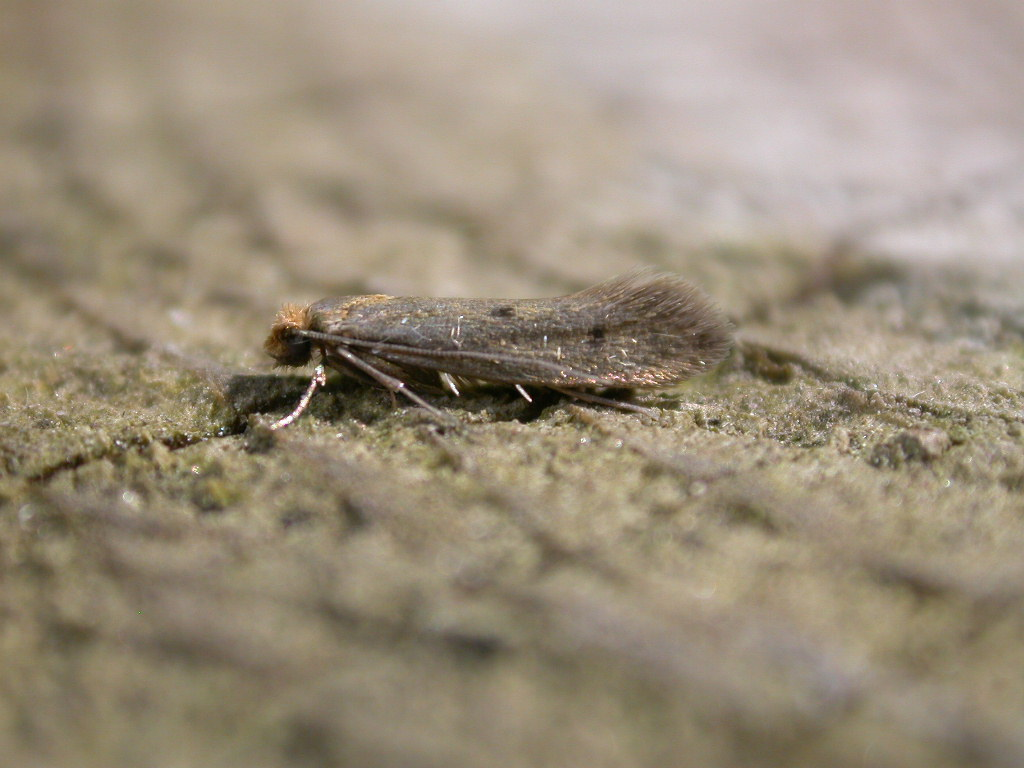
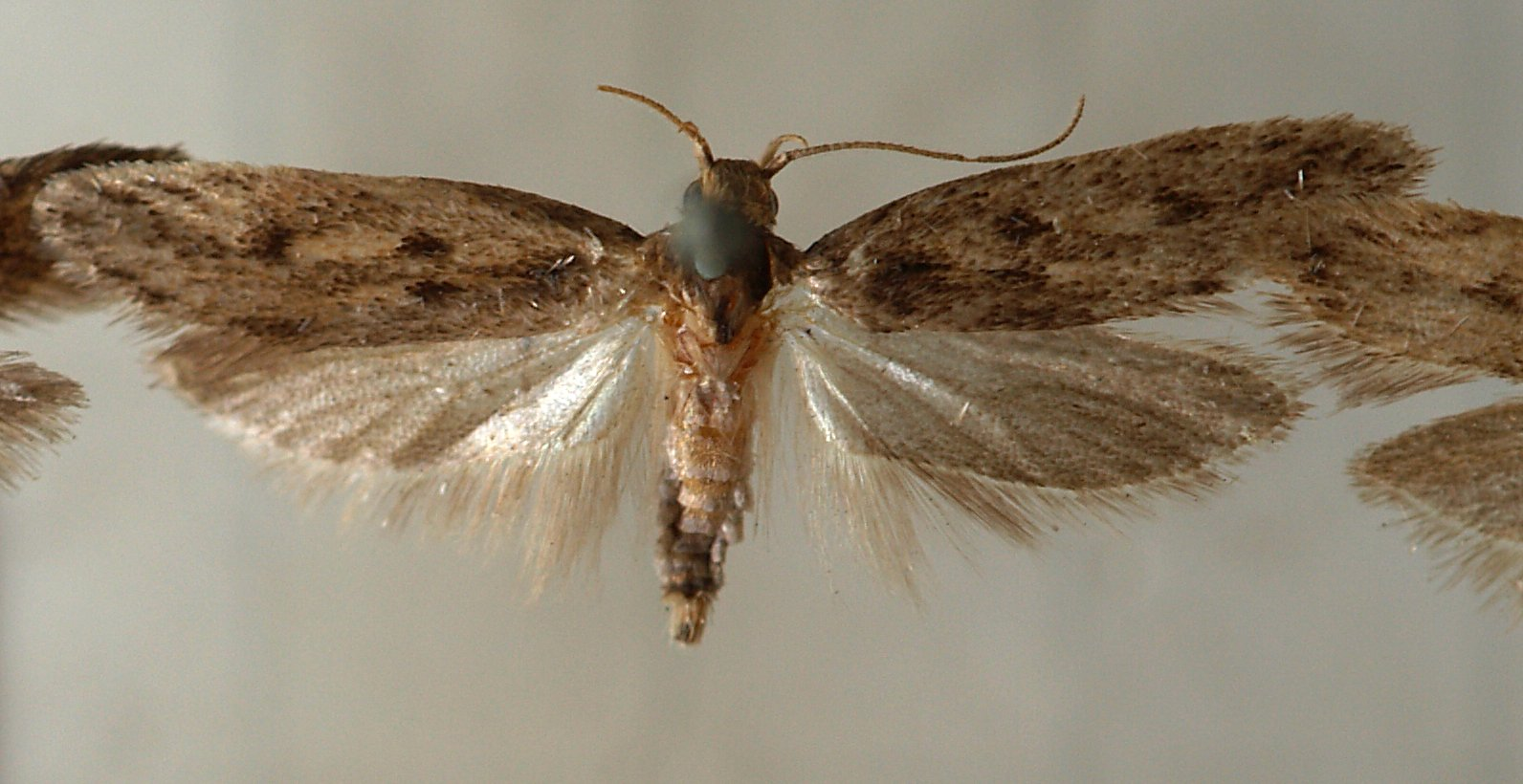